# Luis Nlavo
Luis Miguel Nlavo Asué (ur. 9 lipca 2001 w Malabo) – piłkarz z Gwinei Równikowej grający na pozycji napastnika. Od 2019 jest zawodnikiem klubu SC Braga B.

## Kariera klubowa
Swoją karierę piłkarską Nlavo rozpoczął w klubie Cano Sport Academy. W 2018 roku zadebiutował w jego barwach w drugiej lidze Gwinei Równikowej. W debiutanckim sezonie awansował z nim do pierwszej ligi Gwinei Równikowej. W sezonie 2019 wywalczył z nim mistrzostwo kraju. W 2019 roku został zawodnikiem rezerw SC Braga. 
| Sezon   | Klub               | Kraj             | Rozgrywki               | Mecze | Gole |
| ------- | ------------------ | ---------------- | ----------------------- | ----- | ---- |
| 2018    | Cano Sport Academy | Gwinea Równikowa | 2. liga                 | ?     | ?    |
| 2019    | Cano Sport Academy | Gwinea Równikowa | Liga Nacional de Fútbol | ?     | ?    |
| 2019/20 | SC Braga B         | Portugalia       | Segunda Divisão         | 0     | 0    |
| 2020/21 | SC Braga B         | Portugalia       | Segunda Divisão         | 2     | 0    |

## Kariera reprezentacyjna
W reprezentacji Gwinei Równikowej Nlavo zadebiutował 28 lipca 2019 w zremisowanym 3:3 meczu Mistrzostw Narodów Afryki 2020 z Czadem, rozegranym w Ndżamenie. W debiucie strzelił gola. W 2022 roku został powołany do kadry na Puchar Narodów Afryki 2021. Na tym turnieju wystąpił w trzech meczach grupowych: z Wybrzeżem Kości Słoniowej (0:1), z Algierią (1:0), ze Sierra Leone (1:0).